# Kozlík dvoudomý

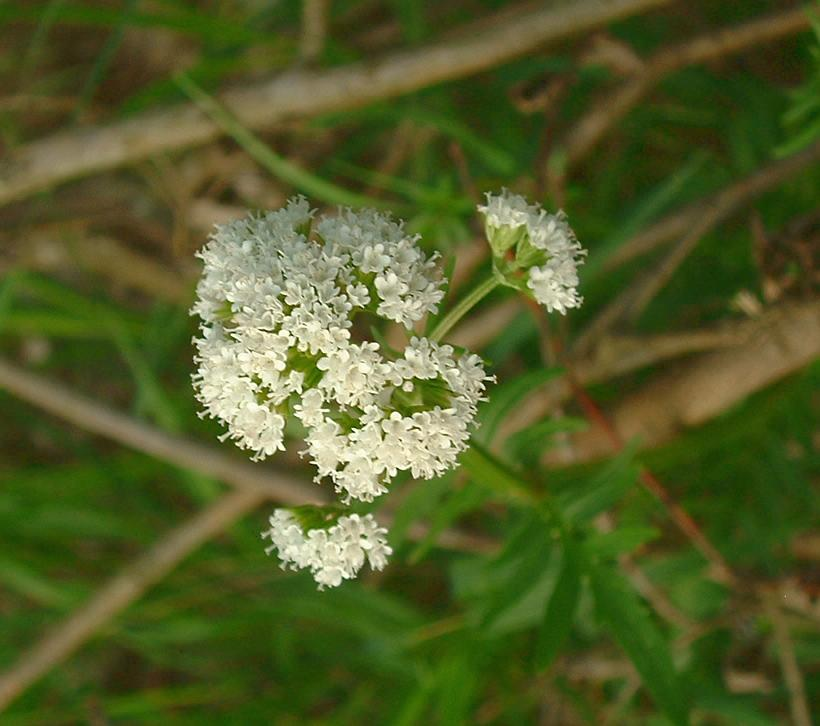
Kozlík dvoudomý – samičí květy

Kozlík dvoudomý (Valeriana dioica) je druh středně vysoké vytrvalé byliny z čeledě zimolezovitých.

## Výskyt
Je to rostlina Evropy a Severní Ameriky. V Evropě se nejhojněji vyskytuje na severozápadě a ve středu, řidčeji na jihozápadě a jihu. Směrem na východ roste až do Běloruska a Ukrajiny. V Severní Americe lze kozlík dvoudomý spatřit na severu a severozápadě Spojených států a v Kanadě až po subantarktické pásmo, nachází se i v příhodných oblastech Aljašky. Roste na zamokřených loukách, rašeliništích, v okolí pramenišť, v mokrých příkopech i po okrajích vlhkých světlých lesů, nejlépe mu svědčí jílovité půdy s dostatkem živin. Jeho přítomnost signalizuje vysokou hladinu spodní vody. Snáší mírné zastínění.

## Popis
Vytrvalá rostlina se vzpřímenou, 15 až 35 cm vysokou, slabě rýhovanou až hranatou, svěže zelenou, jen v horní části rozvětvenou lodyhou která vyrůstá z konce plazivého, výběžkatého oddenku. Z oddenku vyrůstají v prvém roce jen listové růžice s celistvými listy s řapíky od 6 do 10 cm dlouhými, jejích celokrajné nebo vykrajované čepele, pravidla dlouhé 2 až 4 cm a široké 1 až 2,5 cm, jsou vejčitě nebo úzce kopinaté, mají klínovitou bázi a na vrcholu jsou tupě špičaté. Z růžice vyrůstá až příštím rokem lodyha, obvykle s 1 až 5 páry listů lysých nebo krátce brvitých. Listy ve spodní části lodyhy jsou, obdobně jako u listových růžic, celistvé. Střední a horní listy jsou většinou přisedlé, dlouhé 3 až 10 cm a široké 1,5 až 3 cm, bývají lyrovitě peřenodílné s podlouhlými bočními úkrojky, koncový eliptického tvaru je znatelně delší a mělce zubatý.
Kozlík dvoudomý, jak napovídá druhové jméno, jsou převážně rostliny dvoudomé. Vyskytují se zvlášť se samčími a zvlášť ze samičími květy. Výjimečně lze nalézt i rostliny mnohomanželné. Většinou pětičetné, nálevkovité květy jsou sestaveny do hustých koncových, většinou trojramenných vidlanů, pod každým rozvětvením jsou dva 3 mm dlouhé kopinaté listeny. Větší prašníkové květy s růžovými, 3 mm dlouhými, uvnitř chlupatými korunními lístky mají z trubky vystouplé 3 volné tyčinky s fialově zbarvenými prašníky; pestík s čnělkou jsou rudimentální. Menší, hustěji směstnané pestíkovité květy s bělavými, 1 mm dlouhými korunními lístky mají pestík se silnou čnělkou s trojlaločnou bliznou; tyčinky s prašníky jsou zakrslé. Spodní semeník je srostlý ze tří plodolistů, vajíčko má jen v jediném oddílu. Po dobu kvetení jsou kališní lístky svinuté a tudíž nezřetelné, po dozrání plodu vytvářejí jeho chmýr.
Kvete od května do června, rostliny se samičímí květy rozkvétají o pár dnů před květy samčími. Plodem jsou jednosemenné trojpouzdré nažky, dvě pouzdra mají vždy prázdná. Lysé nažky dlouhé až 3 mm jsou na vrcholu opatřeny pérovitým chmýrem o délce asi 10 mm, pozůstatek po kalichu. Chromozómové číslo: 2n = 16.

## Ohrožení
V České republice, vyjma vyloženě suchých oblastí, vyrůstá kozlík dvoudomý roztroušeně na mnoha stanovištích, od nížin až do podhůří. Podle "Černého a červeného seznamu cévnatých rostlin České republiky" je pokládán za rostlinu které již nehrozí bezprostřední nebezpečí vyhynutí. Je tam zařazen do kategorie C4a, tj. mezi rostliny méně ohrožené, které však nutno dále sledovat. Ve vyhlášce MŽP ČR č. 395/1992 Sb. (seznam zvlášť chráněných druhů rostlin) již uveden není.